# Långalen
Långalen är en sjö i Smedjebackens kommun och Säters kommun i Dalarna och ingår i Norrströms huvudavrinningsområde. Sjön har en area på 1,22 kvadratkilometer och ligger 160,1 meter över havet. Sjön avvattnas av vattendraget Stimmerboån.

## Delavrinningsområde
Långalen ingår i det delavrinningsområde (668331-148503) som SMHI kallar för Utloppet av Långalen. Medelhöjden är 221 meter över havet och ytan är 21,05 kvadratkilometer. Räknas de 3 avrinningsområdena uppströms in blir den ackumulerade arean 34,4 kvadratkilometer. Stimmerboån som avvattnar avrinningsområdet har biflödesordning 4, vilket innebär att vattnet flödar genom totalt 4 vattendrag innan det når havet efter 252 kilometer. Avrinningsområdet består mestadels av skog (82 procent). Avrinningsområdet har 1,59 kvadratkilometer vattenytor vilket ger det en sjöprocent på 7,6 procent.